# 浄光寺 (足立区東伊興)
浄光寺（じょうこうじ）は、東京都足立区にある浄土真宗本願寺派の寺院。なお、約1キロメートル西の古千谷本町に同名の寺があるが、そちらは浄土宗の寺院である。

## 歴史
1616年（元和2年）、浄元によって開山された。元々は武蔵国入間郡赤坂（現・埼玉県所沢市附近）に位置していた。山号の「赤坂山」はこれに由来する。1621年（元和7年）に浜町御坊（後の築地本願寺）の寺中に入った。その後昭和初期までは、築地本願寺とともに歴史を歩んだ。
1923年（大正12年）の関東大震災で焼失し、築地本願寺から分かれて現在地に移転した。
本尊の阿弥陀如来像は明暦の大火や関東大震災の難を免れており、そのため「火除けの阿弥陀さま」とも呼ばれている。

## 交通アクセス
- 竹ノ塚駅より徒歩16分（経路案内）。